# Svartarbete
Svart arbete är arbete mot betalning, som inte omfattar skatt eller sociala avgifter. Arbete som en enskild person utför för egen del (till exempel att reparera sin egen bil eller baka bröd åt det egna hushållet) betraktas dock ej som svartarbete. Vid olycksfall i arbetet kan den som utfört arbete svart ej göra anspråk på ersättning.
Papperslösa invandrare, och vissa med verkställighetshinder mot tvångsavvisning, saknar rätt att arbeta och studera i landet, och saknar i allmänhet rätt till bidrag, och är därför hänvisade till svartarbete för sitt uppehälle.